# Sant'Agata di Puglia
Sant'Agata di Puglia là một đô thị thuộc tỉnh Foggia trong vùng Puglia của Ý.
Đô thị Sant'Agata di Puglia có diện tích 115 km2, dân số 2323 người. 
Đô thị Sant'Agata di Puglia giáp với các đô thị sau: Accadia, Anzano di Puglia, Candela, Deliceto, Lacedonia, Monteleone di Puglia, Rocchetta Sant'Antonio, Scampitella.